# Piscine nationale Alfréd Hajós
La Piscine nationale Alfréd Hajós (hongrois : Hajós Alfréd Nemzeti Sportuszoda) est une piscine olympique située à Budapest en Hongrie. 